# Кутозуб афганський
Кутозуб афганський (Paradactylodon mustersi) — вид земноводних з роду Передкутозуб родини Кутозубі тритони. Інша назва «пагманський кутозуб».

## Опис
Загальна довжина досягає 18 см. Голова товста, велика. Зуби розташовано у 2 дугоподібних рядки, знаходяться між хоанами. Очі менш опуклі, ніж в інших видів цього роду. Тулуб масивний, кремезний. Має 14 реберних борозен. Кінцівки добре розвинені, з 4 пальцями. Кінчики пальців вкрито роговим епідермісом. Хвіст сильний, проте коротше за тіло. Хвостовий плавник тягнеться від основи хвоста.
забарвлення спини коливається від темно-оливково-коричневого до жовтувато-оливкового, невиразно поцяткованого крихітними крапочками. Черево світліше, з меншою кількістю цяток.

## Спосіб життя
Полюбляє холодні високогірні потоки. Дорослі особини ховаються вдень під камінням на бистрині, в той час як личинки воліють спокійні і глибокі ділянки, зазвичай з поверхнею, покритою заростями водяного кресу і ряскою. Температура води, що придатна для життя цього кутозуба, влітку коливається від 0 до 14 °C. Зустрічається на висоті 2750—3050 м над рівнем моря. Веде водний спосіб життя. Активний протягом усього року. Живиться водними безхребетними, перш за все бокоплавами, волокрильцями, жуками.
Самиця відкладає декілька ікряних мішків, що містять 30—40 яєць, які прикріплюються до поверхні каменів. Личинки зимують, перш ніж пройдуть метаморфоз, що відбувається навесні.

## Розповсюдження
Мешкає у Пагманських горах, що складі системи Гіндукуш на північний схід від Кабула (Афганістан).